# IRAS 21078+5211
IRAS 21078+5211 — масивний регіон зореутворення.
Кластер сильно фрагментований, в ньому спостерігається багато згустків щільного молекулярного газу розміром близько 0,1 пк.